# Édouard-François Millet de Marcilly
Édouard-François Millet de Marcilly, né le 2 octobre 1839 à Paris et mort le 11 février 1923 à Pau, est un sculpteur français.

## Biographie
Il épouse en 1886 Adèle Marie Sax, fille du  facteur d'instruments de musique  Adolphe Sax.
Le marquis de Rochegude signale la présence en 1910 de l'atelier d'Édouard-François Millet de Marcilly au No 13 de la rue Washington à Paris.
Millet de Marcilly est inhumé au cimetière de Montmartre à Paris le 16 février 1923.

## Œuvres
- Tombe d'Auguste Eugène Mancel au cimetière du Père-Lachaise (1883).
- Tombe de Louis Thomas au cimetière du Père-Lachaise (1893)[3].
- Statue du maréchal Bosquet à Pau (1894).
- Statue du général Marbot à Beaulieu-sur-Dordogne (1895).
- Monument du Souvenir français au Havre (1895).
- Monument aux morts de la guerre de 1870 de Vervins (1900).
- Monument aux morts de la guerre de 1870 de Villefranche-sur-Saône (1902)[4].
- Statue de Sainte Monique, Monique d'Hippone, en marbre, à l'Église Saint-Charles-de-Monceau, Paris, mère de saint Augustin, Augustin d'Hippone.